# Calcaribeyrichia
Calcaribeyrichia is een geslacht van uitgestorven kreeftachtigen uit de klasse van de Ostracoda (mosselkreeftjes).

## Soorten
- Calcaribeyrichia bicalcarata Martinsson, 1962 †
- Calcaribeyrichia calcarata Martinsson, 1962 †
- Calcaribeyrichia carinata Shi & Wang, 1987 †
- Calcaribeyrichia caudata Martinsson, 1962 †
- Calcaribeyrichia confluens Zenkova, 1975 †
- Calcaribeyrichia duplicicuspidata Martinsson, 1966 †
- Calcaribeyrichia gotlandica (Kiesow, 1888) Martinsson, 1962 †
- Calcaribeyrichia grandicuspidata Abushik, 1990 †
- Calcaribeyrichia grebeni Abushik, 1970 †
- Calcaribeyrichia insignior Martinsson, 1962 †
- Calcaribeyrichia katriensis Sarv, 1968 †
- Calcaribeyrichia mackenziensis Copeland, 1977 †
- Calcaribeyrichia simplicior Martinsson, 1962 †
- Calcaribeyrichia torosa (Jones, 1855) Siveter, 1978 †